# Гари (Вадский район)
Гари - село в Вадском районе Нижегородской области. Входит в состав Дубенского сельсовета.
Население - 10 человек (2010 г.)
- В селе находилась усадьба Дмитрия Васильевича Хотяинцева - помещика Нижегородской губернии, земского врача в Арзамасском уезде[4]. От неё осталась липовая аллея над сельским прудом. До наших дней дошли остатки колокольни от усадебной церкви, построенной в 1709 году. Главный холодный престол её был освящён в честь Воскресения Христова, правый придел – Рождества Иоанна Предтечи, левый – Скорбящей Божией Матери.

- С 1840 по 1888 год в Воскресенском храме служил священник А. Румянцев, которому в год окончания службы исполнилось 60 лет. Псаломщиком в 1888 году был 18-летний А. И. Рождественский. Мужчин в приходе насчитывалось 368, женщин – 401.
- На 1904 год число православных увеличилось, соответственно, до 397 и 418. Иереем на тот момент служил Иван Семёнович Назаринов 41 года (в приходе с 1888 года), являвшийся законоучителем и имевший скуфью, псаломщиком с 1903 года был М. Любимов, церковным старостой с 1902 года – В. В. Суздальцев. К 1904 году в селе появилась церковно-приходская школа[5].

- В селе также есть действующая часовня в честь Иоанна Богослова, построенная внуком последнего гарского священника.